# Atletica leggera ai Giochi della III Olimpiade - Salto in lungo da fermo
La gara del salto in lungo da fermo dei Giochi della III Olimpiade si tenne il 29 agosto 1904 a Saint Louis, in occasione dei terzi Giochi olimpici dell'era moderna.

## Cronaca
Come nel salto in alto da fermo, anche in questa gara Ray Ewry non ha particolari problemi a bissare il titolo olimpico conquistato 4 anni prima a Parigi 1900. In questa gara si ripeterà alle Olimpiadi intermedie di Atene 1906 e a Londra 1908, bissando il poker di vittorie dell'alto da fermo.
Inoltre, delle 10 affermazioni olimpiche di Ewry (comprese le due dei Giochi intermedi), quello del lungo a Saint Louis 1904 è il suo secondo record mondiale stabilito nelle 10 gare olimpiche.

## Risultati

### Finale
| Pos.    | Nazione     | Atleta       | Età | Misura  |
| ------- | ----------- | ------------ | --- | ------- |
| Oro     | Stati Uniti | Ray Ewry     | 31  | 3,476 m |
| Argento | Stati Uniti | Charles King | 24  | 3,276 m |
| Bronzo  | Stati Uniti | John Biller  | 27  | 3,263 m |
| 4º      | Stati Uniti | Henry Field  |     | 3,18 m  |